# Kalmithöhenstraße
Die Kalmithöhenstraße in der Haardt, dem Ostrand des Pfälzerwaldes in Rheinland-Pfalz, ist eine Gebirgsstraße in der Gemarkung der Ortsgemeinde Maikammer. Als etwa 7,5 km langer Teil der Landesstraße 515 führt sie von Alsterweiler, einem Ortsteil von Maikammer, über das Kalmitmassiv und mündet an der Passhöhe Hüttenhohl in die Totenkopfstraße.

## Geographische Lage
Die Kalmithöhenstraße beginnt am westlichen Ortsausgang von Alsterweiler auf etwa 218 m ü. NHN und folgt zunächst etwa 1,5 km westwärts dem Alsterweilerbachtal. Nach einer scharfen Kehre verläuft die Straße zunächst ostwärts, um aufsteigend den Wetterkreuzberg zu umrunden. Danach geht es westwärts weiter zwischen den Kalmitvorgipfeln Breitenberg und Kanzel bis in eine Höhe von 500 m. Nach etwa 3,6 km biegt die Straße südwärts in Richtung Breitenberg ab, um dann in einer scharfen Kurve nordwärts in Richtung des Kalmitgipfelregion zu verlaufen. Nach etwa 5,6 km wird mit 600 m der höchste Punkt erreicht; dort zweigt (⊙) eine Fahrstraße zum Wandererparkplatz am Kalmitgipfel ab. Weiter in Richtung des Taubenkopfs verläuft dann die Straße westwärts und absteigend vorbei an der Passhöhe Hahnenschritt am Nordhang des Hüttenberges bis zur Einmündung in die Totenkopfstraße am Hüttenhohl auf 476,9 m Höhe.

## Geschichte

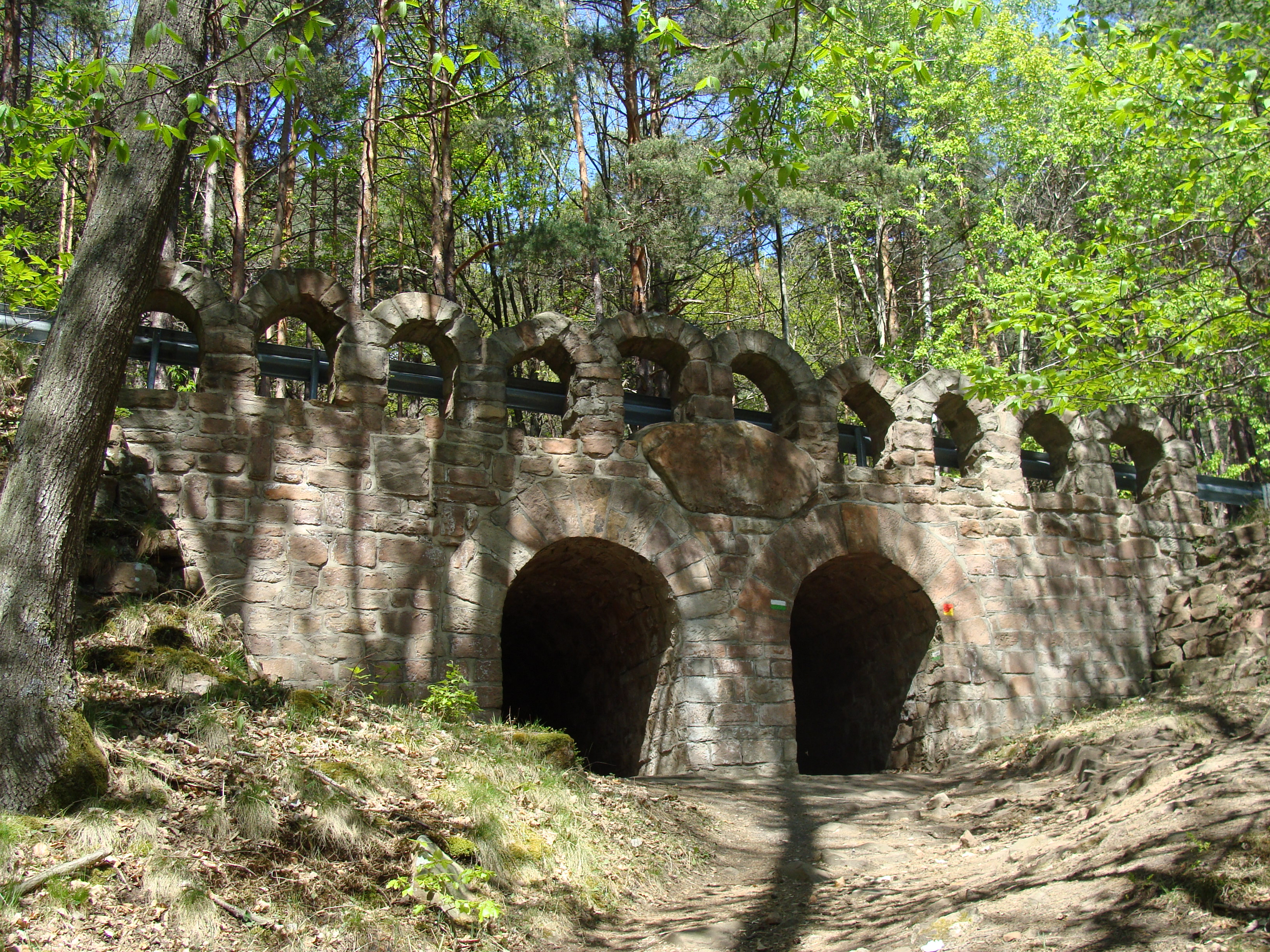
Historische Brücke im Alsterweilerbachtal

Der ursprüngliche Grund für den Plan, die unbefestigte Kalmitstraße auszubauen, war die bessere touristische Erschließung des Kalmitmassivs, auf dem sich seit 1908 eine bewirtschaftete Hütte befand. Hinzu kam, dass 1928 infolge der Weltwirtschaftskrise in Maikammer eine große Emailfabrik schließen musste, so dass in der Region viele Arbeitsplätze wegfielen. Der von der Gemeinde Maikammer initiierte Straßenbau sollte die Beschäftigungssituation verbessern und wurde vom Landesarbeitsamt in München, das damals für die Pfalz zuständig war, als Notstandsmaßnahme anerkannt.
Planung und Bauleitung übernahm unentgeltlich der aus Maikammer stammende Geheimrat Franz Allmaras (Berlin), der sich bei Bauprojekten wie der Tanganjikabahn in Tansania, der Usambarabahn zum Kilimandscharo oder der Wüstenpiste Daressalam–Timbuktu einen Namen gemacht hatte. Der Bau begann 1930 und wurde überwiegend in schwieriger Handarbeit ausgeführt. Am 6. Juni 1937 konnte die Straße eröffnet werden.
Am 6. Dezember 1963 wurden die Kalmitstraße durch die Landesregierung von Rheinland-Pfalz zur Landesstraße 515 erklärt. Der Ortsgemeinderat von Maikammer beschloss am 17. Juni 2008, die Kalmitstraße in Kalmithöhenstraße umzubenennen. Heute ist sie mit Asphaltdecke und Leitplanken ausgebaut. An wenigen Stellen finden sich noch Reste der historischen Bebauung. An der Straße wurde von der Gemeinde Maikammer im Jahr 1962 ein Gedenkstein für ihren Ehrenbürger Franz Gabriel Allmaras errichtet.

## Tourismus
Die Kalmithöhenstraße erschließt touristisch das Wandergebiet am Kalmitmassiv. In ihrem Verlauf gibt es eine Reihe von Wandererparkplätzen. Von den Parkplätzen am Ortsausgang von Alsterweiler kann der Aufstieg zum Kalmitgipfel über das Alsterweilerbachtal erfolgen oder über die Klausentalhütte das Klausental bzw. über St. Martin das Sankt Martiner Tal erreicht werden. Ab dem Parkplatz unterhalb des Wetterkreuzberges beginnt ein kleiner Kreuzweg zur am Gipfel befindlichen Maria-Schutz-Kapelle. Ein weiterer Parkplatz befindet sich am Sattel zwischen Stotz und Breitenberg. Vom Parkplatz am Hahnenschritt ist ein kurzer Aufstieg zum Kalmitgipfel mit dem vom Pfälzerwald-Verein bewirtschafteten Kalmithaus oder eine Wanderung zur Hohen Loog bzw. zum Hohe-Loog-Haus möglich.